# Cefprozilo
El cefprozilo es un antibiótico de cefalosporina de segunda generación. Se puede utilizar para tratar infecciones del oído, de la piel y otras infecciones bacterianas. Viene como una tableta y como una suspensión líquida.
Aunque existe un riesgo de alergia cruzada ampliamente citada del 10% entre cefalosporinas y penicilina, un artículo no ha mostrado un mayor riesgo de alergia cruzada para cefprozilo y varias otras cefalosporinas de segunda o posterior generación. Fue patentado en 1983 y aprobado para uso médico en 1992.

## Espectro de susceptibilidad y resistencia bacteriana
Actualmente bacterias como Enterobacter aerogenes, Morganella morganii y Pseudomonas aeruginosa son resistentes al cefprozilo, mientras que Salmonella enterica y estreptococos son sensibles. Algunas bacterias como Brucella abortus, Moraxella catarrhalis y Streptococcus pneumoniae han desarrollado resistencia hacia el cefprozilo en diferentes grados. La hoja de datos de susceptibilidad y resistencia de cefprozilo proporciona información detallada sobre la concentración mínima de inhibición.